# Forces armées ouzbèkes
Les Forces armées ouzbèkes (en ouzbek : O'zbekiston Qurolli Kuchlari) sont une force de défense constituées d'une armée de terre, d'une armée de l'air et d'une garde nationale. Elles furent fondées en 1992 après la dissolution de l'URSS. Le commandant en chef des forces armées est le président Islom Karimov.
Les officiers sont formés à l'École supérieure d'infanterie de Tachkent, ancienne école de l'Armée rouge durant l'ère soviétique.

## Doctrine et partenariat avec la Russie
Elle a pour mission de préserver la souveraineté et l'intégrité territoriale de la république d'Ouzbékistan ainsi que la paix et la sécurité de la population.
La conscription est obligatoire et l'armée compte 55 000 personnels actifs. L'Ouzbékistan et la Russie ont signé en 2005 un pacte de défense mutuelle et donc une coopération militaire plus rapprochée. Le gouvernement ouzbek tente par ailleurs de professionnaliser son armée.
L'Ouzbékistan a introduit une nouvelle doctrine militaire début 2018, qui a mis en évidence une préoccupation croissante face au terrorisme et à l’impact potentiel des conflits, notamment en Afghanistan. Il a noté un nécessité d'une modernisation militaire. La doctrine se concentre également sur les problèmes de sécurité aux frontières et de guerre hybride.

## Équipement des forces armées
Son équipement[Quand ?] est en grande partie hérité des unités de l'Armée rouge stationnées sur le territoire ouzbek après l'effondrement de l'URSS en 1991.

### Force aérienne

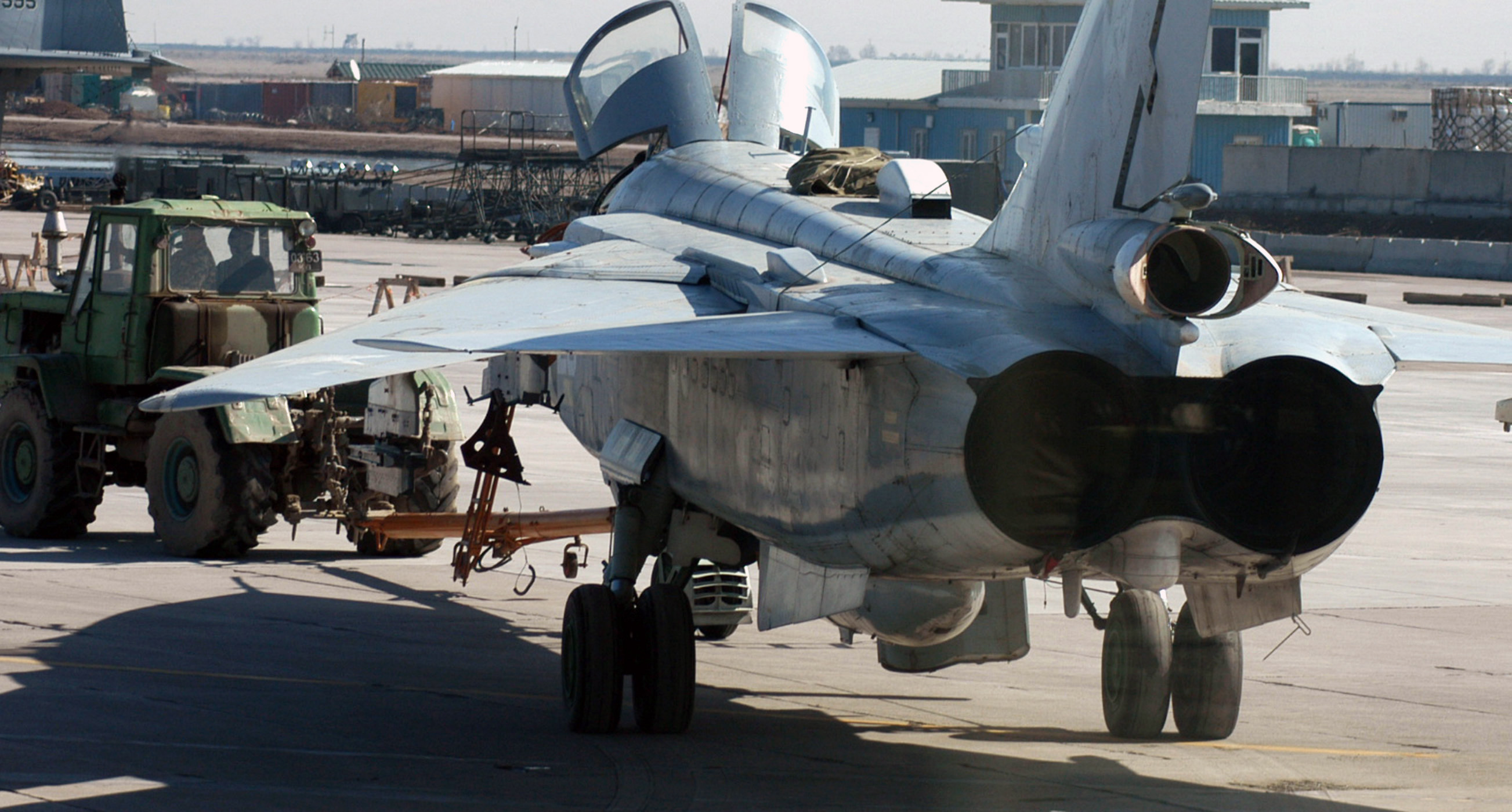
Soukhoï Su-24 de l'armée de l'air ouzbèke lors d'une maintenance en 2005.

### Armée de terre

#### Équipement individuel
- AK-47 ;
- AK-74 ;
- SVD ;
- Makarov PM ;
- RPG-7 ;
- SPG-9 ;
- RPK-74 ;
- PKM.

#### Équipement lourd
| Type                                             | Modèle          | Origine                   | Quantité en 2023 | Remarques                 |
| ------------------------------------------------ | --------------- | ------------------------- | ---------------- | ------------------------- |
| Véhicule blindé                                  |                 |                           |                  |                           |
| Char de combat principal                         | T-72            | Union soviétique - Russie | 70               |                           |
| Char de combat principal                         | T-64B/MV        | Union soviétique          | 100              |                           |
| Char de combat principal                         | T-62            | Union soviétique          | 170              |                           |
| Véhicule de combat d'infanterie                  | BMP-2           | Union soviétique - Russie | 270              |                           |
| Véhicule de combat d'infanterie                  | BTR-82A         | Russie                    | 100              |                           |
| Véhicule blindé de transport de troupes          | BTR-60          | Union soviétique          | 24               |                           |
| Véhicule blindé de transport de troupes          | BTR-70          | Union soviétique          | 25               |                           |
| Véhicule blindé de transport de troupes          | BTR-80          | Union soviétique - Russie | 210              |                           |
| Véhicule blindé de transport de troupes          | BTR-D           | Union soviétique          | 50               |                           |
| Véhicule de combat aéroporté                     | BMD-1           | Union soviétique          | 120              |                           |
| Véhicule de combat aéroporté                     | BMD-2           | Union soviétique - Russie | 9                |                           |
| Véhicule de reconnaissance                       | BRDM-1          | Union soviétique          | 6                |                           |
| Véhicule de reconnaissance                       | BRDM-2          | Union soviétique          | 13               |                           |
| Véhicule de patrouille blindé                    | Cougar 4x4      | Royaume-Uni               | 7+               |                           |
| Véhicule de patrouille blindé                    | Ejder Yalcin    | Turquie                   | 24               |                           |
| Véhicule de patrouille blindé                    | Maxxpro         | États-Unis                | 70               | Dont 20 véhicule de génie |
| Véhicule de patrouille blindé                    | M-ATV           | États-Unis                | 4                |                           |
| Véhicule de patrouille blindé                    | Typhoon-K       | Russie                    | 5                |                           |
| Véhicule de patrouille blindé                    | Gaz Tirgr       | Russie                    | N/C              |                           |
| Armes antichars                                  |                 |                           |                  |                           |
| Canon antichars                                  | MT-12 Rapira    | Union soviétique          | 36               |                           |
| ATGM                                             | 9K111 Fagot     | Union soviétique          | N/C              |                           |
| ATGM                                             | Malioutka 9M14  | Union soviétique          | N/C              |                           |
| Artillerie                                       |                 |                           |                  |                           |
| Obusier automoteur                               | 2S1 Gvozdika    | Union soviétique          | 18               | 122 mm                    |
| Obusier automoteur                               | 2S3 Akatsiya    | Union soviétique          | 17               | 152 mm                    |
| Obusier automoteur                               | 2S5 Giatsint-S  | Union soviétique          | N/C              | 152 mm                    |
| Obusier automoteur                               | 2S7 Pion        | Union soviétique          | 48               | 203 mm                    |
| Obusier                                          | D-30            | Union soviétique          | 60               | 122 mm                    |
| Obusier                                          | 2A36 Giatsint-B | Union soviétique          | 140              | 152 mm                    |
| Mortier                                          | 2B11 Sani       | Union soviétique          | 5                | 120 mm                    |
| Mortier                                          | 2S12 Sani       | Union soviétique          | 19               | 120 mm                    |
| Mortier                                          | M-120           | États-Unis                | 18               | 120 mm                    |
| Canon mortier automoteur                         | 2S9 NONA-S      | Union soviétique          | 54               | 120 mm                    |
| Lance roquettes multiple                         | BM-21 Grad      | Union soviétique          | 50               | 122 mm                    |
| Lance roquettes multiple                         | BM-27 Ouragan   | Union soviétique          | 48               | 220 mm                    |
| Défense aérienne (y compris de l'armée de l'air) |                 |                           |                  |                           |
| MANPADS                                          | QW-18           | Chine                     | N/C              | 5 km                      |
| Système anti aérien longue portée                | FD-2000         | Chine                     | 4                | 125 km                    |
| Système anti aérien moyenne portée               | S-125-2M        | Union soviétique          | 4                | 15 km                     |
| Système anti aérien courte portée                | S-125M1         | Union soviétique          | 10               |                           |

## Budget
L'évolution du budget de la défense ouzbèke en milliards de dollars selon les données de la Banque mondiale est la suivante:
| Année | Budget de la défense | % du PNB | % dépenses publiques |
| ----- | -------------------- | -------- | -------------------- |
| 1994  | $ 86 929 825         | 1,53     | 4,50                 |
| 1995  | $ 112 678 421        | 1,11     | 3,01                 |
| 1996  | $ 172 211 546        | 1,23     | 2,81                 |
| 1997  | $ 217 747 191        | 1,40     | 3,51                 |
| 1998  | N/C                  | N/C      | N/C                  |
| 1999  | $ 250 071 736        | 1,64     | 3,88                 |
| 2000  | $ 115 375 385        | 1,15     | 2,80                 |
| 2001  | $ 59 760 610         | 0,83     | 2,18                 |
| 2002  | $ 45 914 433         | 0,60     | 1,38                 |
| 2003  | $ 54 133 695         | 0,54     | 1,36                 |
| 2004  | N/C                  | N/C      | N/C                  |
| 2005  | N/C                  | N/C      | N/C                  |
| 2006  | N/C                  | N/C      | N/C                  |
| 2007  | N/C                  | N/C      | N/C                  |
| 2008  | N/C                  | N/C      | N/C                  |
| 2009  | N/C                  | N/C      | N/C                  |
| 2010  | N/C                  | N/C      | N/C                  |
| 2011  | N/C                  | N/C      | N/C                  |
| 2012  | N/C                  | N/C      | N/C                  |
| 2013  | N/C                  | N/C      | N/C                  |
| 2014  | N/C                  | N/C      | N/C                  |
| 2015  | N/C                  | N/C      | N/C                  |
| 2016  | N/C                  | N/C      | N/C                  |
| 2017  | N/C                  | N/C      | N/C                  |
| 2018  | $ 1 440 385 072      | 3,56     | 10,98                |
| 2019  | N/C                  | N/C      | N/C                  |
| 2020  | N/C                  | N/C      | N/C                  |
| 2021  | N/C                  | N/C      | N/C                  |

## Forces spéciales
Le Service de sécurité nationale d'Ouzbékistan et le ministère de l'Intérieur maintiennent plusieurs bataillons de spetsnaz (Scorpions, Bars, Alfa), utilisés dans la lutte contre le terrorisme principalement dans les régions frontalières du Tadjikistan et du Kirghizistan.

## Grades et insignes

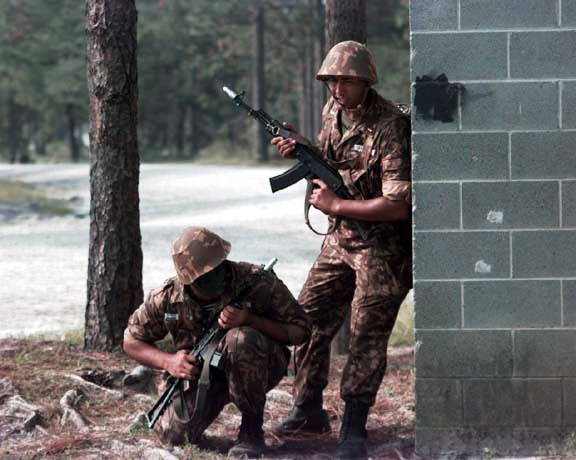
Soldats ouzbeks durant un exercice en 1996.